# Pachycarpus richardsiae
Pachycarpus richardsiae är en oleanderväxtart som beskrevs av D.J. Goyder. Pachycarpus richardsiae ingår i släktet Pachycarpus och familjen oleanderväxter. Inga underarter finns listade i Catalogue of Life.